# Casa Marcel·lí Lluís Oriol
La Casa Marcel·lí Lluís Oriol és un edifici situat a la cantonada dels carrers del Doctor Dou i del Pintor Fortuny del Raval de Barcelona, catalogat com a bé cultural d'interès local.

## Història
El 1875, Marcel·lí Lluís Oriol i Nieto va encarregar al mestre d'obres Ramon Soriano i Tomba el projecte d'un edifici a l'emplaçament del jardí de la Casa Sagarra, situada al carrer del Carme, 40 i adjacent al convent del mateix nom, que fou enderrocat en aquesta època. Poc després, s'amplià l'edifici al xamfrà dels carrers del Doctor Dou i del Pintor Fortuny.

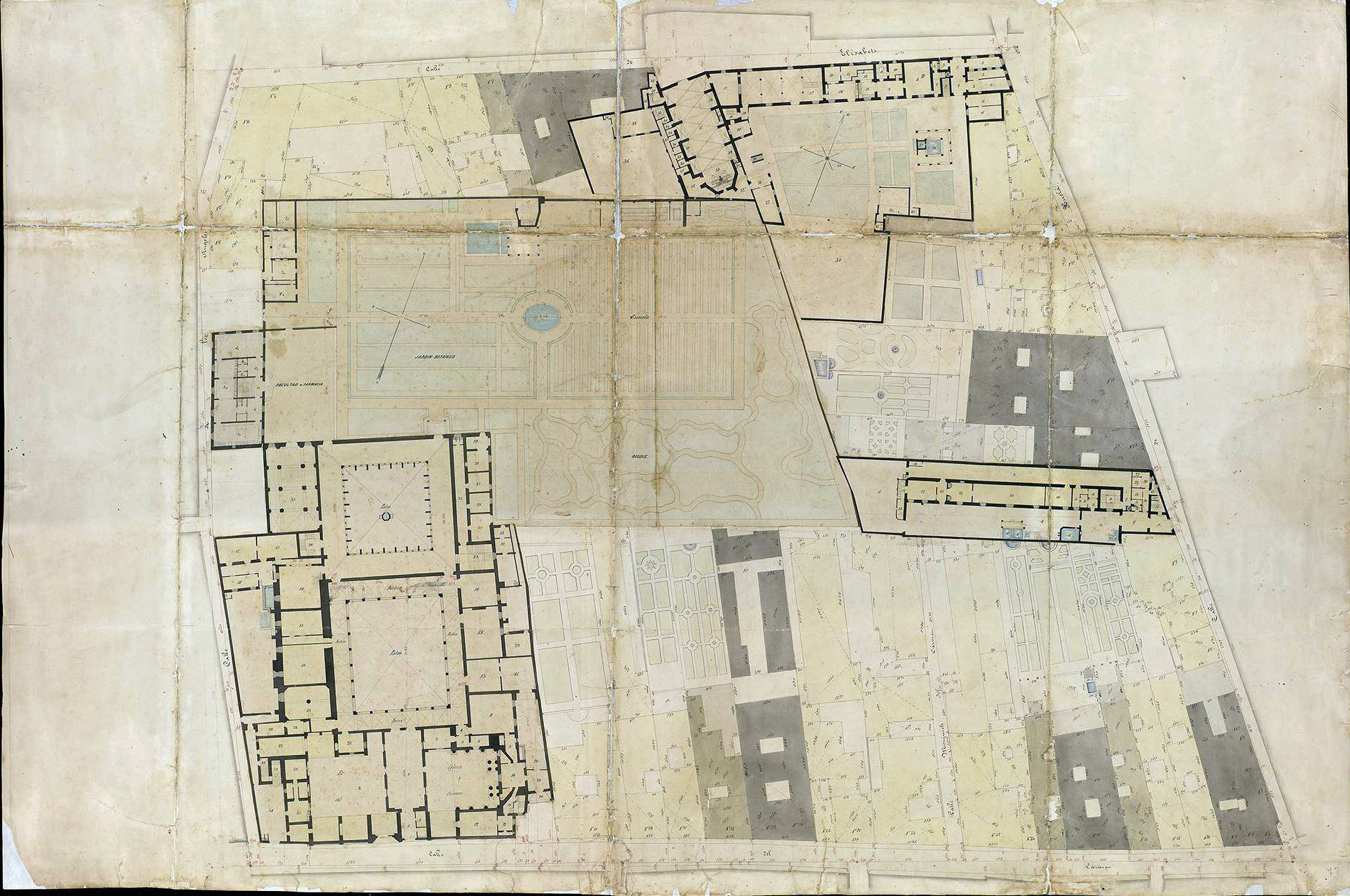
Quarteró núm. 78 de Garriga i Roca (c. 1860)

## Descripció
Consta de planta baixa, entresol tres pisos i golfes. Les obertures de la planta baixa són heterogènies en mida però no en forma i responen a funcions dels locals. El portal de l'immoble, antigament l'entrada de carruatges, és molt gran i assoleix l'alçada de la meitat de l'entresol. Aquest ja guanya en homogeneïtat i està articulat a partir de grans finestrals amb marc de fusta al carrer del Doctor Dou i en una àmplia galeria a la cantonada amb el del Pintor Fortuny.
A partir de l'entresol augmenten les diferències estructurals a l'immoble. La part de la façana més propera al portal es diferencia de la resta de l'edifici per tenir uns trets més senzills, amb finestrals amb reixa inferior a mode de petit balcó sense desenvolupament exterior. A continuació, en direcció al carrer del Pintor Fortuny, per sobre de l'entresòl hi apareixen dues obertures que en totes les plantes estan unides per una balconada. Tot seguit es donen dues finestres abans de la línia de xamfrà. Tot just en aquest darrer tram, totes les plantes tenen una gran galeria vidrada i ja de ple al carrer del Pintor Fortuny es torna al model de l'inici de l'immoble, amb grans finestrals sense un balcó estricte. Dins tota aquesta variabilitat, la presència arreu de persianes de llibret de fusta li confereix un component una mica més unitari.
Els trets decoratius no tenen tampoc una presència constant a les façanes. De fet, apart d'alguns detalls de forja amb motius vegetals als marcs de les obertures dels locals comercials, únicament s'observen petites pilastres estriades coronades per capitells senzills. Aquestes es troben al tram esquerra del portal, al carrer del Doctor Dou, entre les plantes primera a tercera. El portal d'accés, d'arc de mig punt no adovellat, té les inicials MO (Marcel·lí Oriol) a la clau i motius en garlanda i sanefa al fris superior. La façana es corona amb una cornisa bastant externa i unes grans mènsules.